# Lac de Thoune
 (décembre 2015).
Si vous disposez d'ouvrages ou d'articles de référence ou si vous connaissez des sites web de qualité traitant du thème abordé ici, merci de compléter l'article en donnant les références utiles à sa vérifiabilité et en les liant à la section « Notes et références ».

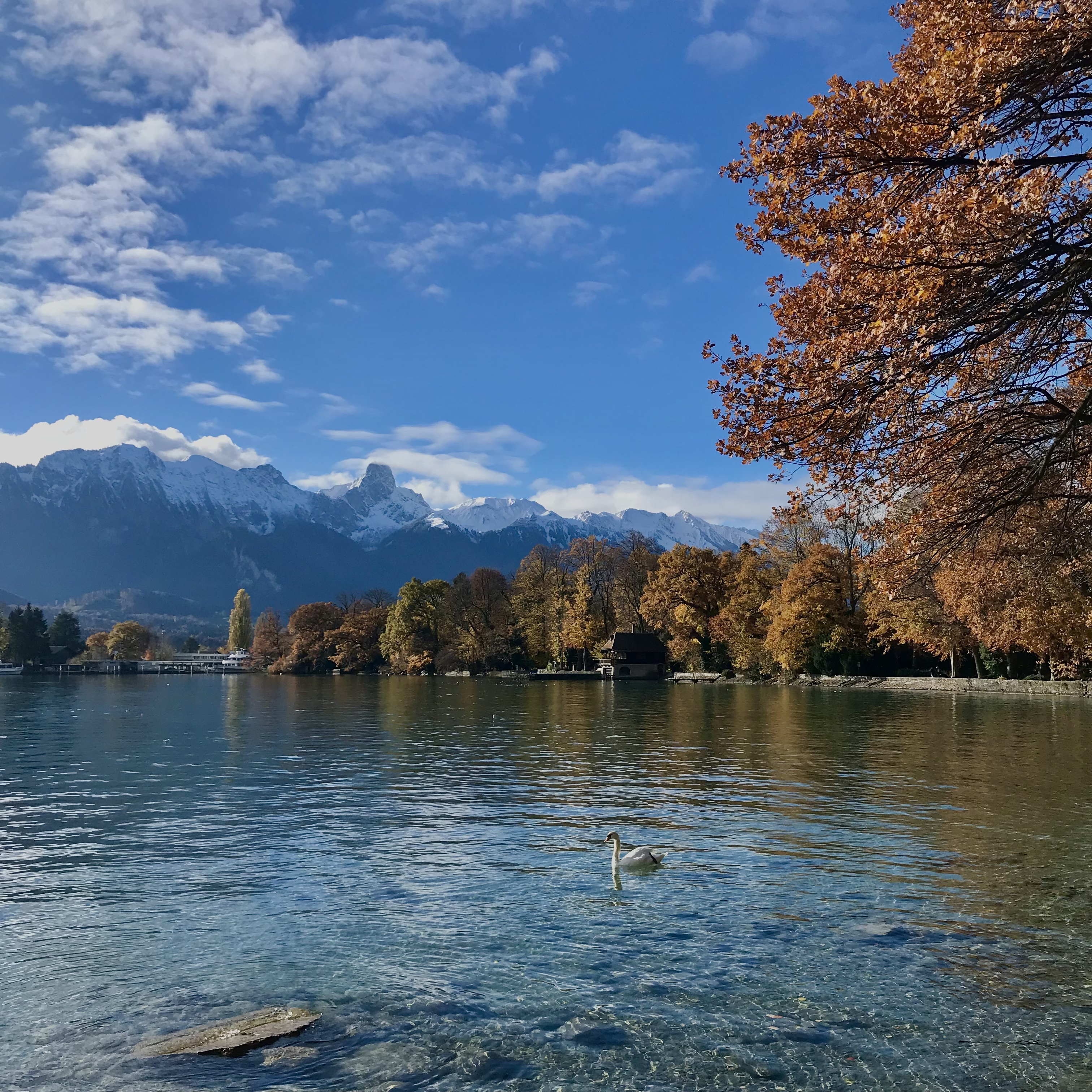
Vue sur le lac de Thoune à partir du Schadaupark Spielplatz

Le lac de Thoune (Thunersee en allemand) est un lac alpin situé dans l'Oberland bernois en Suisse. Son nom lui vient de la ville de Thoune.

## Géographie
Le lac de Thoune a une longueur de 18 km et une largeur de 3 km. Il se situe à une altitude de 560 m. On trouve sur ses rives les localités suivantes : Spiez, Thoune, Hilterfingen, Oberhofen, Gunten, Sigriswil, Merligen et Neuhaus.
400 000 personnes vivent autour du lac, qui est notamment alimenté par la Kander. Ce lac est un des écosystèmes majeurs pour la Suisse, d'importance paneuropéenne en tant qu'étape pour les oiseaux migrateurs. C'est aussi, avec le lac de Brienz, une réserve d'eau douce et une source exploitée pour produire de l'eau potable pour près d'un demi million de personnes.

## Climat
Le lac, protégé par les préalpes des vents du nord se trouve enchassé dans la chaîne des Alpes. Cette situation privilégiée rend le climat particulièrement doux et agréable. La température moyenne en été est de 18°C.

## Histoire

### Toponymie
Le nom de la ville et du lac proviennent du celte dunum signifiant colline fortifiée ou château fort.
Voir par exemple la mention in laco Duninse quem Arola flumenis influit c'est-à-dire « le Lac de Thoune dans lequel se déverse
la rivière Aar » dans la chronique de Frédégaire au VIIe siècle, feuillet 130(recto), lignes 3-4

### Moyen Âge
L'auteur de la chronique citée ci-dessus mentionne qu'en l'an 599 (quatrième année du règne de Théodoric), 
un fait prodigieux survint : l'eau du lac devint si chaude qu'elle bouillit et cuisit les poissons.

## Tourisme
La ville de Thoune est moyenâgeuse et est une des mieux conservées de Suisse. Elle possède plusieurs musées notamment le Musée historique et le Musée de l'armée. Plusieurs châteaux dominent le lac dont le château de Spiez, ancienne résidence des Bubenberg et des Erlach, le château d'Oberhofen, résidence des chevaliers d'Oberhofen et de Scharnachthal. Les grottes de Saint-Béat étaient un lien de pèlerinage au Moyen Âge et sont devenues une attraction touristique.
Les écoles de voile et de ski nautique et les navires de croisière permettent de parcourir le lac.

## Environnement

### Faune et flore
Une grande partie des poissons vivant dans le lac de Thoune sont des corégones. Les eaux du lac étant relativement pauvres en nutriments, notamment en phosphore, leur croissance est plutôt lente. Les corégones se sont spécialisés en fonction de leur habitat et de leurs habitudes alimentaires. Le kropfer (Coregonus alpinus), une espèce endémique, se partage donc le lac avec le brienzlig (Coregonus albellus), l'albock (Coregonus fatioi) et le balchen ainsi qu'avec deux autres espèces éventuelles qui n'ont pas encore été décrites, le tiefenalbock (l'albock des profondeurs) et une espèce apparentée au Coregonus macrophthalmus. Cependant, en raison de leur proximité génétique, les possibilités d'hybridation sont importantes, ce qui a notamment été le cas lorsque l'équilibre du lac était perturbé par un apport important de phosphore dans la deuxième moitié du XXe siècle.

### Modifications des organes génitaux chez les poissons du lac
En 2000, une multiplication mystérieuse des modifications des organes génitaux a été observée chez les corégones du lac de Thoune. Des spécialistes de divers offices techniques et universitaires ont été mandatés par les autorités bernoises pour rechercher les causes du phénomène. Ces recherches, qui ont duré 5 ans, démontrent l'influence de l’alimentation des corégones sur la formation d’organes génitaux modifiés. Des tentatives d’élevage ont en effet établi que les poissons nourris de plancton dans ce lac développaient des modifications de leurs organes génitaux. À l’inverse, les poissons élevés sans plancton provenant de ce lac ne subissaient aucune modification.
Les causes réelles de ces malformations, toujours plus persistantes et visiblement engendrées par l’alimentation des corégones, restent encore inconnues. Dans la mesure où des observations similaires ont été effectuées au sein de populations de poissons vivant dans des écosystèmes aquatiques contaminés par des substances à action endocrinienne, on a vite incriminé ce type de composés dans le cas des corégones du lac de Thoune : concrètement, la faute en reviendrait aux rejets hormonaux urinaires des femmes utilisant des pilules contraceptives. Cependant, des causes alternatives ou concourantes sont à considérer, telles que les rejets de résidus chimiques dans la rivière Kander, au moment de la construction du tunnel de base du Lötschberg ou les munitions immergées.

### Munitions immergées
Le lac est cependant affecté par le fait que des munitions ont été volontairement immergées en eaux douces en Suisse, constituant une source potentielle de pollution induite par les munitions. (Un lac sur deux en a reçu dans le pays, alors que les autres pays se sont plutôt débarrassés de leurs munitions anciennes ou non-explosées en mer). Or, le Lac de Thoune en raison de la proximité de structures militaires de gestion des munitions pour la Suisse est celui qui en a reçu le plus, de 1945 à 1964 ; de 3 000 à 4 600 tonnes selon les sources, réparties en deux sites principaux (sur plus de 8 000 tonnes estimées avoir été jetés dans les lacs suisses par l'Armée, souvent avec leurs amorces ou détonateurs contenant des métaux toxiques). En 1948, l'armée y a coulé une quantité notable de munitions après une explosion qui a endommagé le dépôt de munitions de Mitholz. Il s'agirait surtout de bombes, grenades, obus, cartouches et de résidus d'explosifs, dont TNT. Aux lacs contenant des munitions émergées il faut ajouter les lacs utilisés comme zones de tir avec cibles, par exemple par l'aviation. De nombreuses munitions non-explosées ont ainsi été perdues, et lorsqu'elles ont explosé à l'impact, elles peuvent être à l'origine de pollutions relictuelles par le plomb et le mercure notamment. Ces lieux de tir sur les lacs sont en cours de recensement en Suisse en 2005-2006, avant recherche de substances toxiques.
De nombreux poissons, dont plus de 40 % des corégones (ou palées), sont dans ce lac victimes d'anomalies congénitales et sexuelles, à un taux inhabituel, sans que les données disponibles – selon le gouvernement – ne permettent de prouver qu'elles sont ou non induites par des fuites de toxiques à partir des milliers de munitions jetées au fond du lac. Le devenir de ces munitions pose néanmoins un problème environnemental majeur, car elles contiennent de nombreux métaux et produits toxiques dont on connaît mal la cinétique dans un milieu tel que celui-ci. Des réactions exothermiques ou des phénomènes physico-chimiques peuvent contribuer à faire remonter des toxiques qu'on pensait stabilisés dans les eaux peu oxygénées et froides des profondeurs du lac. On peut aussi craindre à terme des phénomènes d'eutrophisation ou de dystrophisation si des munitions contiennent des quantités importantes de phosphore et de nitrate. Ces munitions semblent encore en bon état selon les rapports officiels, mais les premiers essais de récupération par électro-aimant ont été un échec. Dans un article du 28 octobre 2003 du Bund, des spécialistes allemands recommandent de couvrir les munitions d’une couche de glace artificielle, qu'il faudrait alors entretenir. Une autre question est l'impact d'un éventuel mouvement du fond pouvant résulter d'un brutal et important glissement de terrain (pour le Lac de Brienz qui contient aussi des munitions) ou d'un tremblement de terre, deux phénomènes dont la fréquence et la probabilité pourraient augmenter à la suite des conséquences des modifications climatiques et dont on a montré que la perception du risque était sous-estimée[source insuffisante] en Suisse.
Il faudrait également s'assurer qu'il n'y ait pas de munitions chimiques et mieux connaître l'hydrologie des lacs, en particulier le risque de résurgence ou de sources "chaudes" ou salines ou acides, dans leurs fonds aujourd'hui ou en cas d'aléa sismique, d'autant que l'Aar qui alimente le lac de Brienz et de Thoune est utilisé pour refroidir deux centrales nucléaires.
En 2003, Sabine Gresch a déposé une motion au Grand conseil bernois pour demander le repêchage du dépôt de munitions dans le lac de Thoune, la motion a été rejetée. Le 5 mai 2004, Ursula Haller a déposé une motion au Conseil national pour demander le repêchage et l’élimination des munitions déposées au fond des lacs suisses, acceptée par le Conseil national, elle a été rejetée par le Conseil des États. Selon l'avis du Conseil fédéral : « Le danger potentiel [sic] que représentent, d'une part, les munitions déposées sur le fond du lac et, d'autre part, le processus de récupération, exige impérativement un examen des intérêts en jeu. Dès lors, une décision ne pourra être prise quant à une récupération que lorsque les résultats sur les dangers pour l'équilibre écologique seront disponibles et que les différentes méthodes auront été examinées. »
Des analyses récentes ont montré que de faibles taux de substances telles que TNT, dinitrobenzène, mercure et plomb étaient déjà détectables dans l'eau du lac de Thoune,.

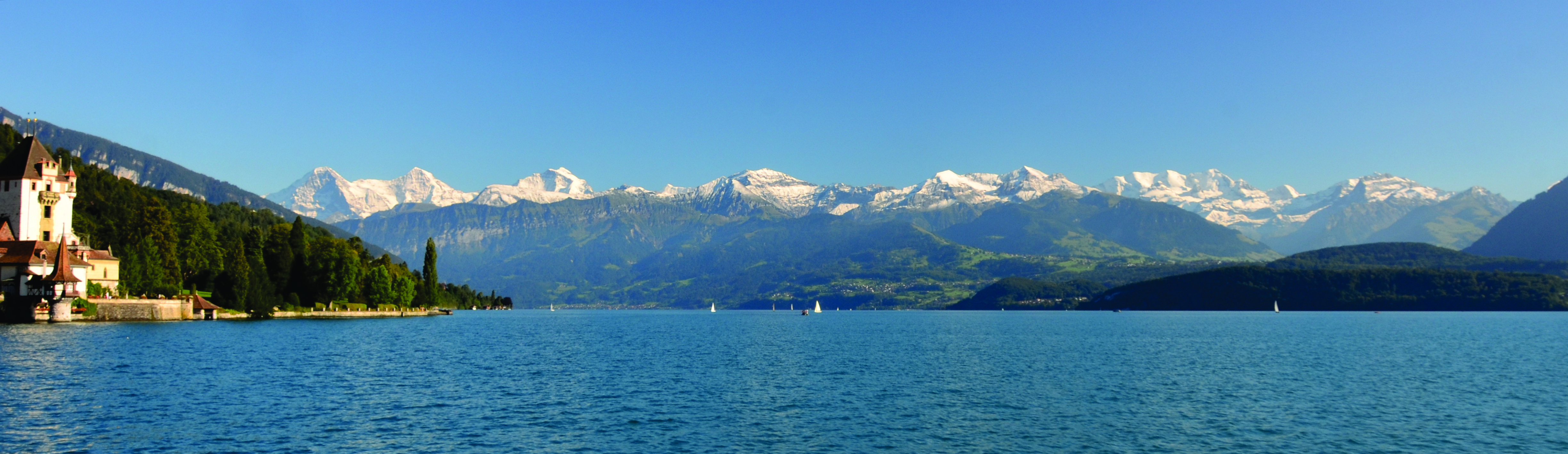
Vue général du lac avec l'Eiger, le Mönch et la Jungfrau. Septembre 2012.

## Le lac de Thoune dans la culture

### Dans la peinture
Le peintre suisse Ferdinand Hodler (1853-1918) a peint le lac de Thoune et la chaîne du Stockhorn dans de nombreux tableaux.

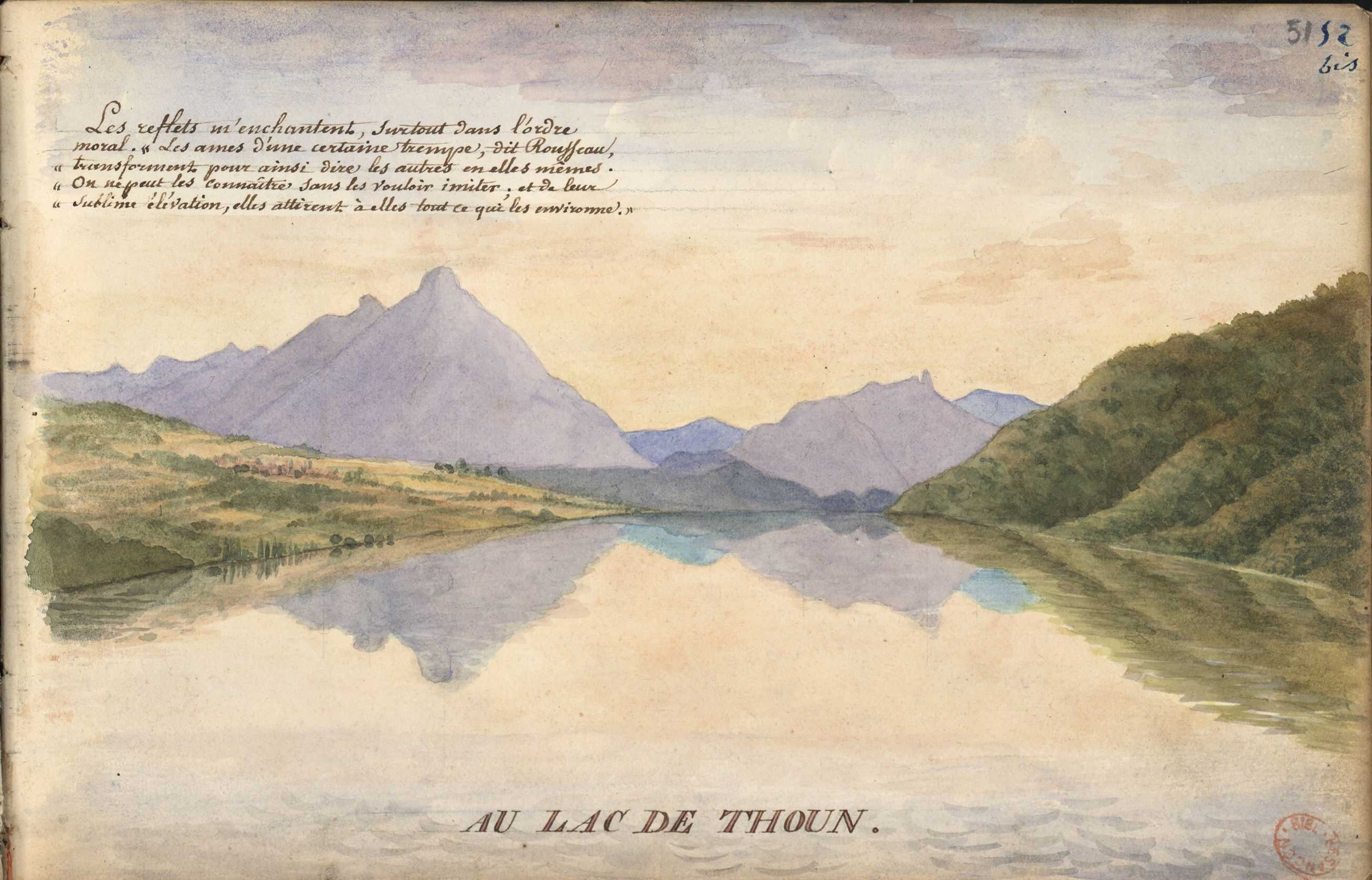
Désiré Monnier, Lac de Thoune, 1836, aquarelle, carnet I, bibliothèque municipale de Besançon.

Le folkloriste et écrivain jurassien Désiré Monnier, parmi d'autres paysages suisses et alpins, a représenté le lac de Thoune dans le premier de ses onze carnets de dessins conservés à la Bibliothèque municipale de Besançon.

### Au cinéma et à la télévision
- Dans le film Star Wars, épisode III : La Revanche des Sith les paysages du lac de Thoune représentent la planète Alderaan visible à la fin du film.
- Dans le second épisode de la saison initiale de la série Mon oncle Charlie, on peut apercevoir une affiche faisant la promotion du Thunersee.